# NGC 246
NGC 246 je planetarna maglica u zviježđu Kitu.

## Vanjske poveznice
- SEDS: NGC 0246